# Robert Madison
Robert Madison (Roma, 19 settembre 1967) è un attore italiano.

## Biografia
Nato in Italia, è figlio dell'attore statunitense Guy Madison. Ha vissuto per qualche anno a Los Angeles, dove ha partecipato ai corsi di recitazione tenuti da John Kirby e lavorato nella soap opera Il tempo della nostra vita.
Si diploma alla Scuola di recitazione Mario Riva nel 1989. Dal 1994 al 2006 lavora in tournée teatrali in Italia diretto da registi quali Giuseppe Patroni Griffi, Luigi Squarzina e Roberto Guicciardini e recitando al fianco di Alida Valli e Giustino Durano.
Nel 1989 debutta in televisione con la serie TV Classe di ferro, regia di Bruno Corbucci, e l'anno successivo sul grande schermo con il film Basta! Ci faccio un film, regia di Luciano Emmer. Tra gli altri suoi lavori cinematografici: Il cartaio (2004) e La terza madre (2007), entrambi diretti da Dario Argento; Forever Blues, diretto e interpretato da Franco Nero e La seconda notte di nozze (2005), regia di Pupi Avati.
Numerose le fiction TV in cui ha lavorato, tra cui: il film TV Amiche davvero, regia di Marcello Cesena, le soap opera Un posto al sole e Vivere, le miniserie TV Il maresciallo Rocca 5 e Rex, diretta da Marco Serafini, le serie TV Capri, Carabinieri 6, regia di Sergio Martino, e Distretto di Polizia 7, la sitcom 7 vite. Nel 2008-2009 è tra gli interpreti della soap opera di Canale 5, CentoVetrine. Nel 2010 recita con Bud Spencer in una puntata della serie TV di Canale 5 I delitti del cuoco.
Nel 2011 fa parte del cast della serie TV Un amore e una vendetta, al fianco di Alessandro Preziosi e nel 2012 è ne Il restauratore, dove interpreta il ruolo di Giordano.

## Filmografia

### Cinema
- Basta! Ci faccio un film, regia di Luciano Emmer (1990)
- Top Girl, regia di Aristide Massaccesi (1996)
- Il cartaio, regia di Dario Argento (2004)
- La tomba, regia di Bruno Mattei (2004)
- Forever Blues, regia di Franco Nero (2005)
- La seconda notte di nozze, regia di Pupi Avati (2005)
- Liscio, regia di Claudio Antonini (2005)
- Il nascondiglio, regia di Pupi Avati (2007)
- La terza madre, regia di Dario Argento (2007)
- Le sette note del diavolo, regia di Marco Tornesi (2008)
- The Dirt, regia di Claudio e Simona Simonetti (2008)
- Una cella in due, regia di Nicola Barnaba  (2011)
- In guerra per amore, regia di Pier Francesco Diliberto (2016)
- L'orto americano, regia di Pupi Avati (2024)

### Televisione
- Classe di ferro – serie TV (1989)
- Il tempo della nostra vita (Days of Our Lives), regia di Herb Stein – soap opera (1996)
- Amiche davvero, regia di Marcello Cesena – film TV (1998)
- Un posto al sole – soap opera (1998)
- I Montalcino, regia di Enrico Zampini – sitcom (2000)
- Imperia, la grande cortigiana, regia di  Pier Francesco Pingitore – film TV (2005)
- Il maresciallo Rocca 5 – serie TV (2005)
- Vivere – soap opera (2005-2006)
- Papa Luciani - Il sorriso di Dio, regia di Giorgio Capitani – miniserie TV  (2006)
- Capri – serie TV (2006)
- Il padre delle spose, regia di Lodovico Gasparini – film TV (2006)
- Provaci ancora prof! – serie TV (2006)
- Distretto di Polizia – serie TV, episodi 7x16-7x17 (2007)
- Carabinieri 6 – serie TV (2007)
- Ho sposato uno sbirro – serie TV (2007)
- 7 vite – sitcom (2007)
- Giorni da Leone 2, regia di Francesco Barilli – miniserie TV (2007-2008)
- Rex – serie TV (2008)
- CentoVetrine – soap opera (2008-2009)
- Don Matteo 7 – serie TV (2009)
- I delitti del cuoco – serie TV (2010)
- Un amore e una vendetta, regia di Raffaele Mertes, Daniele Falleri – miniserie TV (2011)
- Il restauratore – serie TV (2012)
- Un caso di coscienza – serie TV, episodio 5X05 (2013)
- Una grande famiglia – serie TV (2014)
- Provaci ancora prof! – serie TV, episodio 6x06 (2015)
- Non dirlo al mio capo – serie TV (2015)
- Maltese - Il romanzo del Commissario, regia  di Gianluca Maria Tavarelli – miniserie TV (2016-2017)
- Leonardo – serie TV (2021)

## Teatro
- Una domanda di matrimonio, regia di Mimmo Strati (1990)
- Paradise City, regia di Massimiliano Bruno (1992)
- Tre donne alte, regia di Luigi Squarzina (1994)
- Misery non deve morire, regia di Ugo Chiti (1995)
- Questa sera si recita a soggetto, regia di Giuseppe Patroni Griffi (1996)
- Sei personaggi in cerca d'autore, regia di Giuseppe Patroni Griffi (1997)
- Cyrano de Bergerac, regia di Giuseppe Patroni Griffi (1999)
- Enrico IV, regia di Roberto Guicciardini (2001)
- La locandiera, regia di Anna Mazzamauro (2003)
- Il dilemma di Rose, regia di Pino Strabioli (2006)